# Longitarsus macrochaetus
Longitarsus macrochaetus es un coleóptero de la familia Chrysomelidae. Fue descrita científicamente en 1997 por Bechyne.